# Kathryn North
Kathryn Nord, AC, és una metgessa pediatre, neuròloga i genetista clínica australiana, reconeguda internacionalment.

## Trajectòria
El 1994, va rebre un doctorat en neurogenètica per la Universitat de Sydney i més tard va completar una beca postdoctoral del Programa de genètica a la «Harvard Medical School» (de la Universitat Harvard). Les seves investigacions se centren en les bases moleculars i genètiques de desordres de múscul heretat que inclouen distròfies musculars i miopaties congènites, i en el rendiment d'atletes d'elit. Les seves recerques clíniques se centren en dèficits cognitius en neurofibromatosi tipus 1 i estratègies d'intervenció per a infants amb dificultats d'aprenentatge i miopaties heretades.
El 2012, va ser nomenada presidenta del comitè d'investigació del «National Health and Medical Research Council».
El 2013, va ser nomenada directora del «Murdoch Children's Research Institute» i «David Danks Professor of Child Health Research» a la Universitat de Melbourne.
El 2014, va ser nomenada vicepresidenta de la «Global Alliance for Genomics and Health» i copresidenta del seu «Clinical Working Group».

## Reconeixements
- Sunderland Award, de la «Australian Neuroscience Society» (2000)[2]
- Glaxo Smith Kline Australia Award, a l'excel·lència en recerca (2011)
- Ramaciotti Medal, a l'excel·lència en recerca biomèdica (2012)
- Member de l'Ordre d'Austràlia (AM) «pels serveis en medicina en el camp de la recerca neurogenètica i neuromuscular, pediatria i salut dels infants». (2012)[3]
- Member de l'«Australian Academy of Health and Medical Science» (2014)[4]
- Doctora honoris causa (2017) de la Universitat de Melbourne.[5]
- Companion de l'Ordre d'Austràlia (AC) (2019) «pel servei eminent a la medicina genòmica nacional i internacional, a investigacions mèdiques en els camps de la genètica, la neurologia i la salut infantil i com a mentora i model a seguir».[6]